# Хермансбург
Хермансбург (њем. Hermannsburg) општина је у њемачкој савезној држави Доња Саксонија. Једно је од 24 општинска средишта округа Целе. Према процјени из 2010. у општини је живјело 8.287 становника. Посједује регионалну шифру (AGS) 3351013.

## Географски и демографски подаци
Хермансбург се налази у савезној држави Доња Саксонија у округу Целе. Општина се налази на надморској висини од 50 метара. Површина општине износи 118,6 km². У самом мјесту је, према процјени из 2010. године, живјело 8.287 становника. Просјечна густина становништва износи 70 становника/km².

## Међународна сарадња
| Мјесто | Држава    | Врста сарадње | Од    |
| ------ | --------- | ------------- | ----- |
|        | Француска | партнерство   | 1979. |
| Извор  |           |               |       |